# Balada de la cárcel de Reading
La Balada de la cárcel de Reading (en el inglés original, Ballad of Reading Gaol) es un poema escrito por Oscar Wilde durante su exilio en Berneval o Dieppe, Francia, tras su liberación de la prisión de Reading en torno al 19 de mayo de 1897. Es una de las baladas más representativas tanto del autor como de la literatura en inglés. Nótese que la palabra inglesa gaol se pronuncia igual que jail (AFI dʒeɪl), forma actual más difundida para cárcel/prisión.

## Origen del poema

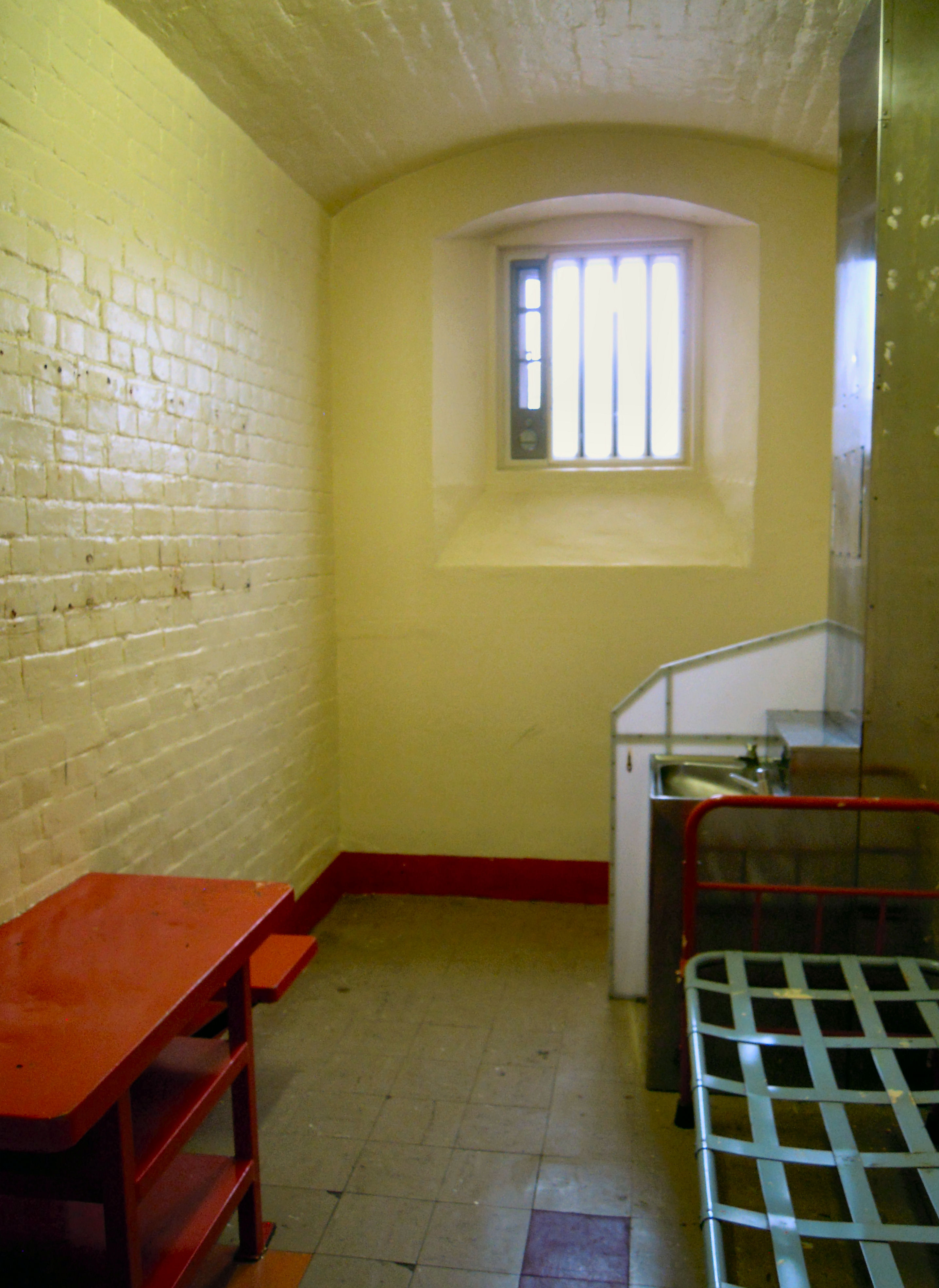
Interiores de edificios en Reading, Berkshire, Oscar Wilde, Reading (HM Prison), septiembre de 2016 en Reading.

El encarcelamiento de Wilde en el penal de Reading tuvo lugar tras ser condenado por actos homosexuales en 1895 y sentenciado a dos años de trabajos forzados.
Durante su periodo de encarcelamiento, el sábado 7 de julio de 1896, tuvo lugar un ahorcamiento, el de Charles Thomas Wooldridge (circa 1866-1896) que había sido un soldado de la Guardia Real de Caballería, encarcelado por cortarle la garganta y matar a su esposa un año antes en Clewer, cerca de Windsor. Tenía 30 años cuando fue ejecutado lo que impactó a Wilde y se tradujo en varias líneas de este poema "Aunque todos los hombres matan lo que aman", por ejemplo. 
El poema fue publicado por Leonard Smithers en 1898 bajo el nombre C.3.3., que refería al bloque de celdas C, piso 3 y celda 3 que ocupaba Wilde. Esto parece evidenciar que el título actual no aparecía en la portada.[cita requerida]

## Traducción
- La balada de la cárcel de Reading. Traducción y prólogo de Jesús Munárriz. Ilustraciones de John Vassos. Edición bilingüe. Madrid, Ed. Hiperión, 1992. 5.ª ed., 2006)